# John Podesta

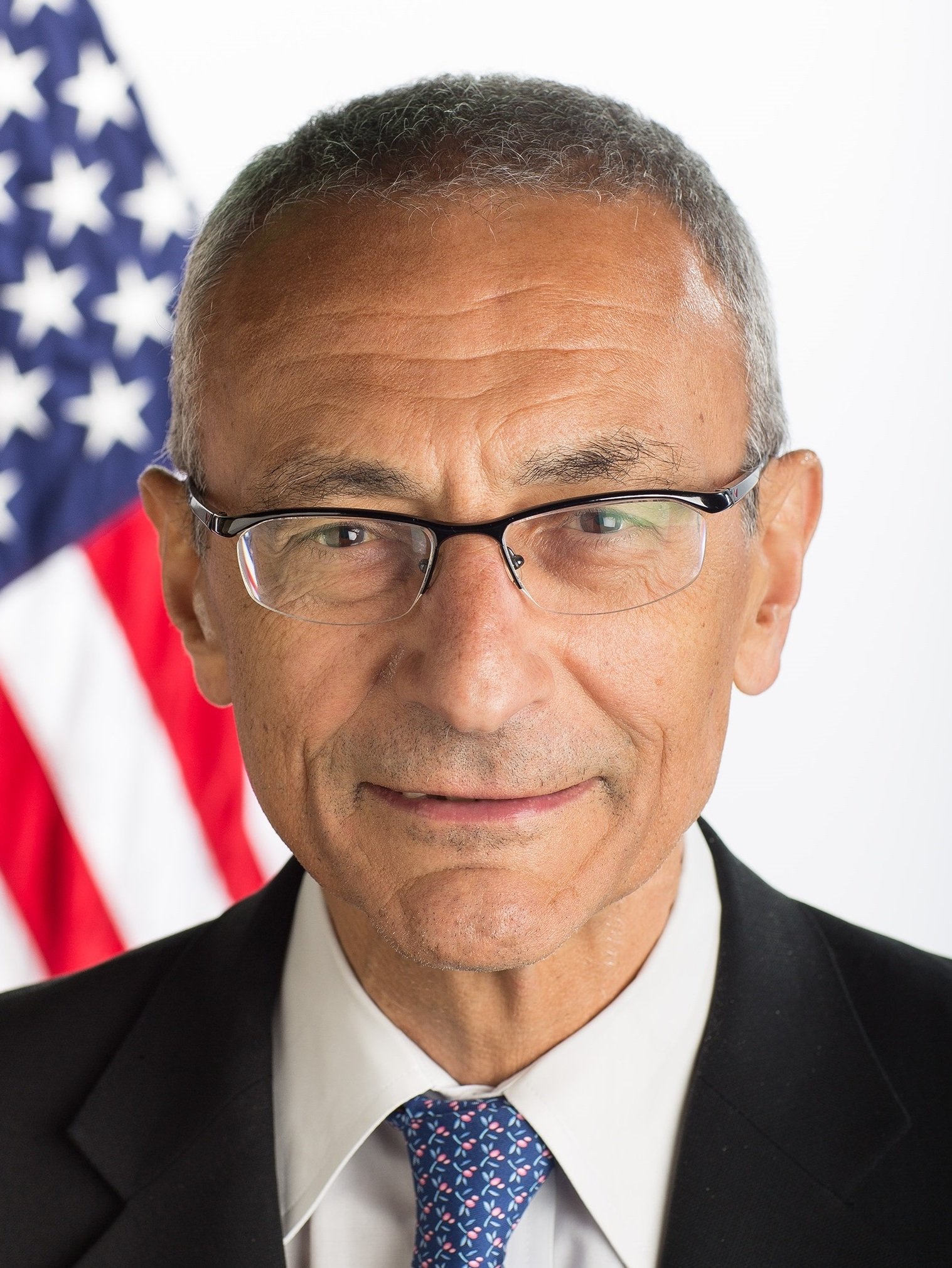
John Podesta (2014)

John David Podesta (* 8. Januar 1949 in Chicago) ist ein US-amerikanischer Politikberater. Er wurde von US-Präsident Biden als Leiter seines Energiewende-Teams berufen. Ab März 2024 war er Sondergesandter des US-Präsidenten für das Klima.
Podesta war von 1998 bis 2001 der 23. Stabschef des Weißen Hauses während der letzten gut zwei Jahre der Präsidentschaft von Bill Clinton. Derzeit hat er den Vorsitz des Center for American Progress, einer progressiven Denkfabrik inne. Außerdem hat er eine Gastprofessur für Recht an der Georgetown University in Washington.
Weiterhin leitete er das transition team von Barack Obama, das die Personalauswahl und Vorbereitung auf die Regierungsübernahme nach der erfolgreichen Präsidentschaftswahl am 4. November 2008 organisierte. Im Dezember 2013 wurde John Podesta erneut als Berater in das Weiße Haus berufen. Dort arbeitete er bis April 2015, als er die Leitung des Präsidentschafts-Wahlkampfes für Hillary Clinton übernahm.

## Der Weg zum Weißen Haus
Als Sohn eines italienischstämmigen Vaters und einer griechischstämmigen Mutter verbrachte Podesta den Großteil seiner frühen Jahre in Chicago. Seinen Schulabschluss machte er 1971 am Knox College in Illinois. Anschließend ging er an die Georgetown University, 1976 graduierte er hier. Als Anwalt arbeitete er im Begabtenprogramm des Justizministeriums in dessen Abteilung für natürliche Ressourcen von 1976 bis 1977. Von 1978 bis 1979 folgte eine Tätigkeit als spezieller Assistent des Chefs der Regierungsbehörde ACTION.
Politisch trat er auf dem Capitol Hill 1978 zum ersten Mal in Erscheinung: er wurde zum Berater des Rechtsausschusses des Senats. Weitere Posten folgten: von 1987 bis 1988 als Berater im Landwirtschaftsausschuss; Berater im Senatsunterausschuss für Patente, Urheberrechte und Schutzmarken; ebenso für Sicherheit und Terrorismus; und für Verwaltungsreformen. Von 1995 bis 1996 beriet er den demokratischen Senator Tom Daschle. Außerdem war er Mitglied der Verwaltungskonferenz der Vereinigten Staaten, und im Ausschuss für den Schutz und Abbau von Staatsgeheimnissen (United States Commission on protecting and reducing government secrecy).

## Lobbyistentätigkeit
Mit seinem Bruder Tony gründete John Podesta 1988 Podesta Associates, Inc., eine Firma, die gegen Bezahlung Kontakte zur Regierung anbietet und in der Öffentlichkeitsarbeit tätig ist. Sie unterhält enge Verbindungen zur Demokratischen Partei und zur Familie Clinton sowie zur Clinton Foundation. Das Unternehmen wurde u. a. tätig im Auftrag von BP sowie der Rüstungsunternehmen Lockheed Martin, General Dynamics (Hersteller der Predator-Drohne), United Technologies, ferner u. a. für die Staaten Albanien, Ägypten, Aserbaidschan, Georgien, Saudi-Arabien und die Sberbank. Die Panama Papers enthüllten den Umfang dieser Verbindungen.

## Zusammenarbeit mit Bill Clinton
Von Januar 1993 bis 1995 war er gleichzeitig Assistent des Präsidenten, Ansprechpartner für das Personal, und Vorsitzender Politberater. Später war er gleichzeitig persönlicher Assistent des Präsidenten, sowie stellvertretender Stabschef. 1998 wurde er dann zum Stabschef ernannt; diesen Posten hielt er bis zum Ende von Clintons Amtszeit.
Podesta hat sich unter Clinton, wie auch in seiner restlichen Laufbahn, für eine größere Offenheit der US-Regierung und den Abbau von Staatsgeheimnissen ausgesprochen.

## 2006 bis 2013
Im März 2006 wurde er zum Schirmherr ehrenhalber der University Philosophical Society ernannt. Immer noch amtiert er als Präsident der Denkfabrik Center for American Progress, die er selbst mitgründete. Im Rahmen einer Gastprofessur bei der Georgetown University bringt er Studenten die Feinheiten von Kongressermittlungen und die Grundlagen von Technologiegesetzen bei. Des Weiteren arbeitet er bei der Denkfabrik Constitution Project im Ausschuss für Freiheit und Sicherheit.

## Unter Barack Obama
Nach der Wahl von Barack Obama als Präsident wurde Podesta als Leiter des transition teams berufen. Seine Aufgabe war es, einerseits den reibungslosen Übergang der Regierungsverantwortung sicherzustellen und andererseits Möglichkeiten und Prioritäten politischer Veränderungen vorzubereiten. Insbesondere galt es Kandidaten für die Besetzung von mehreren hundert Stellen in Regierung und Verwaltung zu überprüfen.
Ende 2013 wurde Podesta von Präsident Barack Obama in das Weiße Haus zurückgeholt. Er bekam die Aufgabe, die Klimapolitik des Präsidenten zu koordinieren. Nachdem gesetzgeberische Maßnahmen gescheitert waren, bekam die Environmental Protection Agency Rückendeckung des Weißen Hauses, Kohlendioxid als Schadstoff nach dem Clean Air Act einzustufen. Damit ist die weitgehende Kompetenz der EPA verbunden, Maßnahmen zur Reduktion des CO2-Ausstoßes zu verlangen und durchzusetzen. Podesta sollte als politisch erfahrener Jurist die Innenministerin Sally Jewell als Vorgesetzte der EPA dabei unterstützen, diese Verschiebung des Ansatzes von der Legislative zur Exekutive juristisch unangreifbar zu machen. Außerdem verantwortete Podesta das Programm, erneuerbare Energien bei allen Entscheidungen zu berücksichtigen. Er soll damit erheblichen Einfluss auf die Denkweisen in der Industriepolitik der Vereinigten Staaten erzielt haben.
Er war auch an der Ausweisung von 16 National Monuments beteiligt. Während der Clinton-Administration konnte er bereits die Unterschutzstellung von 19 Gebieten als National Monument erreichen.
Zudem vertrat Podesta weitere Themen: Im April 2014 legte Podesta einen Bericht an den Präsidenten vor, in dem eine Arbeitsgruppe unter seiner Leitung Vorschläge zum Datenschutz und Schutz der Privatsphäre bei Big-Data-Anwendungen durch Unternehmen machte. Neben einer Offenlegungspflicht von Datenverlusten und ungerechtfertigten Zugriffen und der Ausweitung von Datenschutzrechten auf Nicht-Amerikaner enthielt der Bericht die Forderung, Diskriminierung durch Korrelationen in Datenbeständen zu verhindern. Während Big-Data-Anwendungen geeignet seien, um Schadensmuster von Flutereignissen zu bestimmen, bestünde die Gefahr, dass durch sie etablierter Schutz vor Diskriminierung in Wohnungsfragen, Kreditwürdigkeit, Arbeitsplätzen, Gesundheit, Bildung und Verbraucherrechten verloren ginge. Im Juni 2014 vertrat er die Vereinigten Staaten bei einer Cyber-Dialog-Veranstaltung des deutschen Auswärtigen Amtes in Berlin und erklärte die Reaktionen der US-Regierung auf die Globale Überwachungs- und Spionageaffäre. Podesta verpflichtete sich im Weißen Haus zunächst nur für die Dauer eines Jahres, verlängerte Ende 2014 jedoch bis Frühjahr 2015, um die Zeit bis zur nächsten State of the Union Address Obamas zu betreuen.

## Wahlkampfmanager für Hillary Clinton
Im April 2015 schied Podesta aus dem Weißen Haus aus und übernahm die Leitung des Präsidentschafts-Wahlkampfteams für Hillary Clinton. Am 12. April 2015 stellte er ihre Kandidatur vor. Hinter der Spitze Podesta standen auf den Rängen zwei und drei des Teams der Wahlkampfmanager Robby Mook, der für das operative und strategische Geschäft zuständig ist, und Huma Abedin als stellvertretende Leiterin der Kampagne.
Im Zuge der russischen Datenhacks demokratischer Server im Wahlkampf wurden von Wikileaks E-Mails zwischen Podesta und Clinton veröffentlicht, deren Inhalt teilweise als belastend für Clinton gesehen wurde.
Nach der Niederlage Clintons gegen Donald Trump antwortete Podesta in einem Interview, dass er sich manchmal schuldig fühle, dass Trump Präsident sei.

„Ich fühle mich schrecklich. Es war unser Job zu gewinnen und wir haben es vermasselt. Die Tatsache, dass wir Donald Trump die Schlüssel für das Weiße Haus überlassen haben und die Codes für den Atomwaffen-Koffer, zermalmt meine Seele und ist eine schwere Last für alle, die in unserem Wahlkampf Verantwortung trugen.“

Während der Präsidentschaft von Donald Trump war er wieder als Präsident des Center for American Progress tätig.

## Präsidentschaft Joe Biden
Präsident Joe Biden berief Podesta im September 2022 als Senior Advisor to the President for Clean Energy Innovation and Implementation, womit er das Team für die Energiewende leitete. Er war seit dem 6. März 2024 Nachfolger von John Kerry als Sondergesandter des US-Präsidenten für das Klima.

## Schriften
- mit John Halpin: The Power of Progress. How America's Progressives Can (Once Again) Save Our Economy, Our Climate, and Our Country. Crown, New York NY 2008, ISBN 978-0-307-38255-9.